# Kang Ok-sun
Kang Ok-sun   (14 d'abril de 1946) va ser una jugadora de voleibol nord-coreana que va competir durant la 1970.
El 1972 va prendre part en els Jocs Olímpics de Múnic, on guanyà la medalla de bronze en la competició de voleibol.